# Hipoteza wycieku laboratoryjnego COVID-19

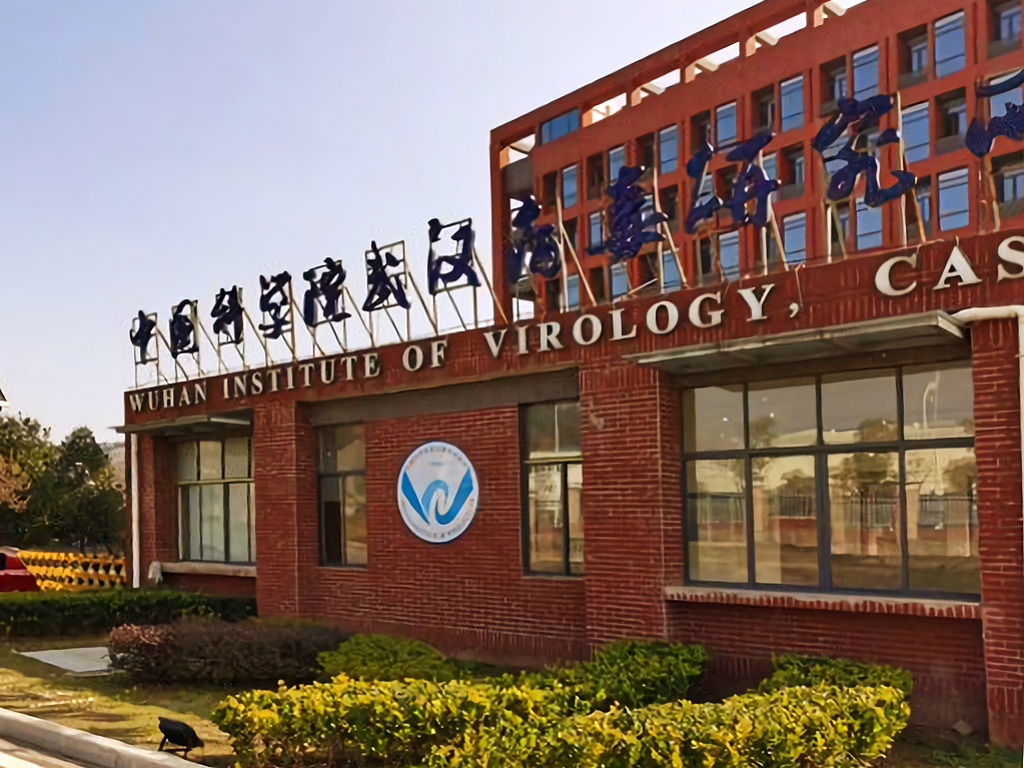
Instytut Wirusologii w Wuhanie, podlegający Chińskiej Akademii Nauk.

Hipoteza wycieku laboratoryjnego COVID-19 – hipoteza sugerująca, że SARS-CoV-2 (wirus wywołujący COVID-19) wyciekł z laboratorium w Wuhanie w Chińskiej Republice Ludowej, powodując pandemię COVID-19. Pomysł rozwinął się na podstawie tego, że Instytut Wirusologii w Wuhanie (WIV) znajduje się blisko miejsca wczesnego wybuchu pandemii, oraz podejrzeń związanych z reakcjami władz chińskich na pandemię (rząd chiński był wielokrotnie krytykowany za nieujawnianie informacji i utrudnianie dostępu do nich międzynarodowym badaczom). Wiadomo, że naukowcy z WIV badali koronawirusy związane z SARS; jednak nie ma dowodów na to, że instytut wykonywał nieujawnione, ryzykowne prace nad takimi wirusami, ani tym bardziej na to, że taki wyciek mógłby być celowy.
Hipoteza, że wirus został uwolniony z laboratorium, przypadkowo lub celowo, pojawiła się już na początku pandemii. Zyskała popularność dzięki komentarzom polityków takich jak ówczesny prezydent USA Donald Trump, a jej rozpowszechnianie w amerykańskich konserwatywnych mediach wywołało napięcia między Stanami Zjednoczonymi a Chińską Republiką Ludową. Większość międzynarodowych mediów i naukowców jednak zakwalifikowało tę hipotezę jako teorię spiskową.
Hipoteza ta ponownie przyciągnęła uwagę naukowców i mediów w 2021 roku. W marcu tego roku Światowa Organizacja Zdrowia (WHO) opublikowała raport na temat pochodzenia wirusa, który uznał, że możliwość wycieku z laboratorium jest „wyjątkowo nieprawdopodobna”, ale jednak nie zerowa. W czerwcu 2021 r. WHO ogłosiła plany drugiej fazy dochodzenia, która obejmowałaby audyty laboratoriów i instytucji badawczych w Chinach, jednak strona chińska nie zgodziła się na realizację tego planu, twierdząc, że nie ma podstaw dla „obrażania Chin” i poważnego traktowania tej teorii spiskowej.
W sierpniu 2021 r. na zlecenie prezydenta USA Joego Bidena odtajniono wyniki śledztwa wywiadu USA (Intelligence Community) w tej sprawie. Według raportu rząd chiński prawdopodobnie nie wiedział o wybuchu epidemii, natomiast pochodzenie wirusa nie jest jasne. Z ośmiu zespołów, które niezależnie analizowały dane, jeden skłaniał się ku teorii wycieku z laboratorium, cztery inne (oraz Narodowa Rada Wywiadu) były skłonne podtrzymywać pochodzenie naturalne, a trzy nie były w stanie dojść do konkluzji.
Większość naukowców pozostaje sceptyczna wobec tej hipotezy, opisując ją jako bardzo mało prawdopodobną; powołując się na brak dowodów poza słabymi poszlakami i uważając, że naturalne pochodzenie wirusa jest bardziej prawdopodobne. Niektórzy naukowcy, pomimo zaniepokojenia ryzykiem upolitycznienia tematu i rozpowszechniania dezinformacji, uważają jednak, że możliwość wycieku z laboratorium powinna być dalej badana w ramach trwających dochodzeń o pochodzeniu COVID-19. Przeciwnicy analizy tematu argumentują, że traktowanie go poważnie antagonizuje Chiny, co skutkuje wycofaniem chińskiego poparcia dla badań międzynarodowych, co z kolei opóźnia prace nad szczepionkami i innymi projektami medycznymi wymagającymi współpracy międzynarodowej, takimi jak globalny system kontroli pandemii.
Istnieje również hipoteza wiążąca wybuch pandemii z WIV w ten sposób, że jeden z pracowników instytutu mógł zarazić się od nietoperza podczas badań w terenie.
W lutym 2023 r. pojawiły się nowe dane wywiadowcze, o czym poinformował Departament Energii Stanów Zjednoczonych. Departament stoi na stanowisku, że jest umiarkowanie prawdopodobne, iż pandemia została spowodowana wypadkiem w chińskim laboratorium w Wuhan. Do podobnych wniosków doszło wcześniej FBI, choć na podstawie innych danych i również traktuje tę hipotezę jako umiarkowanie prawdopodobną. Urzędnicy amerykańscy komentujący sprawę zwracają uwagę, że inne agencje rządowe nadal stoją na stanowisku naturalnej przyczyny, podobnie jak część naukowców.